# The Amazing Spider-Man 2 (videojuego de 1992)
The Amazing Spider-Man 2 (lanzado como Spider-Man 2 en Norteamérica) fue desarrollado por Bits Studios y publicado por Acclaim Entertainment y lanzado en 1992.

## Historia
La historia del juego sigue una colección de supervillanos (Hobgoblin, Lizard, Graviton, Carnage, y Mysterio) que enmarcaron a Spider-Man por un robo a un banco. Debe sobrevivir a varios niveles de desplazamiento lateral, luchando contra varios matones y supervillanos para limpiar su nombre.

## Jugabilidad
El juego es diferente del juego original, ya que junto con su tema acción-aventura, Spider-Man también tiene que recoger varios objetos ubicados en cada nivel para resolver acertijos.